# Prix Jacques Andrieu
Prix Jacques Andrieu är ett montélopp för fem-elvaåriga hingstar, valacker och ston som äger rum i januari på Hippodrome de Vincennes i Paris i Frankrike. Det är ett Grupp 2-lopp, man måste minst ha sprungit in 160 000 euro för att få starta.
Loppet rids över 2850 meter på stora banan på Vincennes, med voltstart. Den samlade prissumman är 120 000 euro, och 54 000 euro i första pris.

## Vinnare
| År   | Häst               | Efter              | Kusk                     | Tränare                  | Tid    |
| ---- | ------------------ | ------------------ | ------------------------ | ------------------------ | ------ |
| 2025 | Heuristique        | Very Nice Marceaux | Paul-Philippe Ploquin    | Jean-Philippe Raffegeau  | 1'13"0 |
| 2024 | Édition Gema       | Prince Gedé        | Guillaume Martin         | Marc Sassier             | 1'11"9 |
| 2023 | Dimo d'Occagnes    | Timoko             | Adrien Lamy              | Antonio Ripoll Rigo      | 1'13"1 |
| 2022 | Chalimar de Guez   | Nahar de Béval     | Jean-Yann Ricart         | Jean-Michel Bazire       | 1'12"5 |
| 2021 | Freeman de Houelle | Vigove             | Éric Raffin              | Franck Leblanc           | 1'12"3 |
| 2020 | Caban Prior        | Sancho Pança       | Aurélien Desmarres       | Sylvain Desmarres        | 1'13"8 |
| 2019 | Clegs des Champs   | Legs du Clos       | David Thomain            | Thierry Raffegeau        | 1'13"2 |
| 2018 | Arlington Dream    | Ready Cash         | Yoann Lebourgeois        | Philippe Allaire         | 1'12"7 |
| 2017 | Arlington Dream    | Ready Cash         | Yoann Lebourgeois        | Philippe Allaire         | 1'13"4 |
| 2016 | Ukerlza du Benjo   | Blizzard Poterie   | Mathieu Mottier          | Philippe Rouer           | 1'13"6 |
| 2015 | Ton Rêve de Cahot  | Hand du Vivier     | David Thomain            | Jean-Pierre Thomain      | 1'13"4 |
| 2014 | Récit Jéloca       | First de Retz      | Jean-Loïc-Claude Dersoir | Jean-Loïc-Claude Dersoir | 1'14"  |
| 2013 | Rive Droite        | First de Retz      | Fabien Gence             | Jean-Marie Monclin       | 1'14"6 |
| 2012 | Roi du Lupin       | Fleuron Perrine    | Antoine Wiels            | Jean-Paul Marmion        | 1'12"2 |
| 2011 | Quémeu d'Écublei   | Jet Fortuna        | Jonathan Carré           | Frédéric Prat            | 1'13"3 |
| 2010 | Quémeu d'Écublei   | Jet Fortuna        | Jonathan Carré           | Frédéric Prat            | 1'14"0 |
| 2009 | Or de Jade         | Sancho Pança       | David Thomain            | Joël Hallais             | 1'14"5 |
| 2008 | Marathon Man       | Tadzio de la Motte | Nathalie Henry           | Igor-Pierre Blanchon     | 1'13"3 |
| 2007 | Kalin d'Urga       | Dream of Gold      | Jean-Loïc-Claude Dersoir | Jean-Loïc-Claude Dersoir | 1'14"5 |
| 2006 | Keepsake           | Capital            | Émile Fournigault        | Jean-Paul Gauvin         | 1'14"3 |
| 2005 | King Prestige      | Big Prestige       | Sébastien Ernault        | Pierre Levesque          | 1'14"5 |
| 2004 | Jeff du Fruitier   | Vittel             | Franck Nivard            | Franck Leblanc           | 1'15"4 |
| 2003 | Idalo              | Ursis              | Jean-Michel Bazire       | Stéphane Guelpa          | 1'16"2 |
| 2002 | Idalo              | Ursis              | Philippe Masschaele      | Stéphane Guelpa          | 1'16"2 |
| 2001 | Hutin Tébé         | Odin de la Vente   | Michel Lenoir            | Jacques Bruneau          | 1'16"4 |